# Francoska revolucija
Francoska revolucija je bilo obdobje radikalnih družbenih in političnih sprememb v Franciji med letoma 1789 in 1799 in je pomenila preobrat v francoski in širše evropski zgodovini. Najpomembnejše posledice revolucije so bile zaton moči starih monarhij in Cerkva ter uveljavitev demokracije in nacionalizma. Zahteve po reformah so nastopile na prehodu v 19. stoletje.
Ludvik XVI. je zaradi nesposobnosti in razkošnega življenja povzročal vse večje nezadovoljstvo med ljudmi, državna blagajna pa je bila prazna zaradi dragih vojn in obdobja slabih letin. Vso politično oblast sta imela plemstvo in duhovščina, predstavniki teh slojev so živeli v izobilju, večina kmečkega prebivalstva pa v revščini. Meščanstvo je ostalo brez političnih pravic in moralo je plačevati visoke davke. Številni meščani so se povezali z delom nezadovoljnega plemstva in začeli upor proti absolutni kraljevi oblasti ter fevdalnemu sistemu, utemeljen v idejah razsvetljenstva.
Že prvo leto revolucije so nekdanji fevdalni oblastniki - plemstvo in Cerkev - izgubili vse privilegije in večino svoje moči. Drugo fazo dogajanja so zaznamovali spori med liberalci in podporniki starega reda, ki so poskušali izničiti reforme. 21. januarja 1793 je bil usmrčen Ludvik XVI., kar je državi prineslo mednarodno obsodbo. Zunanje grožnje so v veliki meri oblikovale revolucijo; v revolucionarnih vojnah s sosednjimi silami so bili Francozi uspešni zaradi inovacij v vojskovanju, kot je uvedba naborništva. Znotraj države se je upor radikaliziral, na oblast je prišel Maximilien Robespierre, s katerim se je začela t. i. vladavina terorja z množičnimi usmrtitvami domnevnih sovražnikov revolucije.
Po strmoglavljenju in usmrtitvi Robespierra je prevzel oblast direktorij, ki je končal to nasilno obdobje. Revolucija se je končala s prihodom Napoleona na oblast in pričetkom napoleonskih vojn, ki so ponesle idejo revolucije širom Evrope.

## Vzroki za revolucijo
- Nesposobnost in razkošno življenje francoskega kralja
- Nepravična delitev francoske družbe
  - duhovščina
  - plemstvo
  - meščani, kmetje, delavci

V neenotnosti slojev so se skrivali glavni vzroki za francosko revolucijo.
Meščani, kmetje in delavci so se zavzemali za razsvetljenske ideje.
Ideje razsvetljenstva:
- Liberté, égalité, fraternité - Svoboda, enakost, bratstvo
- Ljudstvo je temelj oblasti.
- Vsi ljudje so rojeni enaki in imajo enake možnosti.

## Potek revolucije

### Prvi del revolucije (1789–1791)
- V začetku 1789 je Ludvik XVI. sklical štiri finančne ministre in z njihovo pomočjo poskušal rešiti bankrotirano državo. Vsi štirje so mu svetovali, naj obdavči plemstvo, kralj pa tega ni hotel, ker se je bal, da se bo obrnilo proti njemu.
- Maja 1789 mu ni preostalo drugega, kot da skliče generalne stanove, ki niso zasedali že od leta 1614.
- Zahteva tretjega stanu je bila, da morajo biti glasovi poslancev enakovredni; priviligirana stanova se s tem nista strinjala.
- Tako so se poslanci tretjega stanu razglasili za edino zastopstvo francoskega ljudstva (17. junija 1789 razglasijo narodno skupščino).
- 14. julija 1789 (napad na Bastiljo): začetek revolucije.
- 4. in 5. avgusta 1789 odpravljeni preostanki fevdalnega sistema ter privilegiji plemstva in duhovščine (odpravljeni stanovi in obveznosti podložnikov brez plačila odškodnine); razglasili enakost pred zakonom in enakost v obdavčenju.
- 26. avgusta 1789 je bila sprejeta Deklaracija o pravicah človeka in državljana; geslo revolucije: svoboda (liberté), enakost (égalité), bratstvo (fraternité).
- Francoske revolucionarje je zajel strah pred zaroto plemstva, krepilo se je nezaupanje, nadzori ljudi, aretacije.
- Plemiči so pobegnili v tujino, s seboj odpeljali premoženje in začeli delovati proti revoluciji.
- Gospodarska kriza je prizadela najrevnejše, povečalo se je število revežev, beračev, razbojniških skupin – za zaščito so ustanovili narodno gardo, ki je postala pomemben del revolucionarne vojske.
- 3. septembra 1791 je bila sprejeta ustava; ustavna monarhija (šibko oblast ima še vedno kralj, zakonodajno oblast ima skupščina narodnih predstavnikov, volilna pravica omejena na premoženje – volilni cenzus).

### Drugi del revolucije (1791–1793)
- Meščanstvo postaja vse bolj razdvojeno.
- Izoblikovali sta se dve struji revolucionarjev:
  - žirondisti, ki so jih podpirali bogati meščani, in
  - jakobinci, ki so jih podpirale nižje in revnejše ljudske množice.
- Španija je dobivala vse več sovražnikov: Francija v vojni z Avstrijo in Prusijo.
- Kralja z družino so na begu ujeli, mu očitali veleizdajo, ga odstranili in ga defenestrirali.
- Razpisane so bile nove volitve, na podlagi splošne volilne pravice.
- 21. septembra 1792 se je sestal novo izvoljeni Konvent in razglasil Francijo za republiko.
- Zaradi kraljeve usmrtitve so sovražniki Francije postali še Nizozemska, Združeno kraljestvo, Švedska, Sardinija, Portugalska, in Papeška država.

### Tretji del revolucije (1793−1794)
- Deželo je zajelo splošno pomanjkanje in nezadovoljstvo (francoska vojska je doživljala poraze).
- Oblast so prevzeli jakobinci.
- Voditelj Maximilien Robespierre se je odločil, da bodo načelo revolucije iz leta 1789 uveljavili s silo – nastopi jakobinska diktatura.
- Uvedli so splošno oborožitev (ljudska vojska), odpravili fevdalizem, sprejeli zakon o najvišjih dopustnih cenah, pripravili novo ustavo; prišlo je do nasilja, obsojanj na smrt, zapiranja cerkva.
- Uvedli so nov koledar, ki se je začel z 22. septembrom 1792, ko je bila razglašena republika, sedemdnevni teden so zamenjali z desetdnevnim, pri čemer je bil deseti dan praznik. Dvanajst mesecev je ostalo, toda spremenili so imena. Pesnik Fabre d'Eglantine je dal čarobna nova imena. Trije pomladni meseci so bili germinal, floreal, prairial; poletni so bili messidor, thermidor, fructidor; jesen je vladala v vendemiairu, brumairu, frimairu; zima pa je bila v mesecih niviosa, pluviosa in ventosa.
- Zgodil se je razcep med jakobinci:
  - leva struja (Robespierre) − za razglasitev;
  - desna struja (Danton) − za zbližanje z buržoazijo.
- Robespierra usmrtijo 27. julija 1794.
- Na oblast pride buržoazija in si prilasti rezultate revolucije.
- Nastopi obdobje kapitalizma.

## Pomen francoske revolucije
Revolucija predstavlja prelomnico v človeški zgodovini: pričel se vzpon meščanstva, ki je postavilo temelje poznejšim sistemom parlamentarne demokracije. Za vzpon na oblast ni bila več potrebna »modra kri«, temveč denar in sposobnosti. Uveljavila je nova načela, ki so ljudem vsaj v izhodiščih ponujale enake možnosti za uspeh: svobode govora, tiska, človeške vesti, enakost državljanov pred zakoni in zaščito zasebne lastnine. Osrednji dokumenti, kot je Deklaracija o pravicah človeka in državljana, so prvič razširili koncept človekovih pravic tudi na ženske in sužnje.
Po drugi strani je dolgo obdobje družbenih nemirov povzročilo pomanjkanje, povečano število revežev in gospodarsko nazadovanje. Na koncu je številne pomembnejše položaje spet zasedlo plemstvo.